# Ulrike Sarvari
Ulrike Sarvari (* 22. Juni 1964 in Heidelberg) ist eine ehemalige deutsche Leichtathletin, die auf den Sprint spezialisiert war. Sie war 1990 Doppeleuropameisterin in der Halle.

## Leben
Sarvari ist die Tochter von Waltraud Groß, die 1960 Deutsche Meisterin mit der 4-mal-100-Meter-Staffel war. Sarvari wurde 1985 Deutsche Juniorenmeisterin über 200 Meter.
Im Erwachsenenbereich konnte sie 1986 mit der Sindelfinger 4-mal-200-Meter-Staffel in der Halle und der 4-mal-100-Meter-Staffel im Freien die deutsche Meisterschaft gewinnen. Im selben Jahr wurde Sarvari für die Europameisterschaften in Stuttgart nominiert, wo sie über 100 Meter im Zwischenlauf ausschied. Im Jahr darauf wurde sie sechsmal Deutsche Meisterin, je dreimal in der Halle (60, 200 und 4-mal 200 Meter) und im Freien (100, 200 und 4-mal 100 Meter). Bei den Weltmeisterschaften in Rom kam sie in 43,20 s mit der bundesdeutschen Staffel auf Platz fünf. Im Einzel schied sie über 100 und 200 Meter jeweils im Zwischenlauf aus.
1988 gewann Sarvari den nationalen Titel über 60 Meter in der Halle und lief bei den Halleneuropameisterschaften in Budapest auf dieser Strecke auf Platz vier. In der Freiluftsaison wurde sie Deutsche Meisterin über 100 und 4-mal 100 Meter. Bei den Olympischen Spielen in Seoul erreichte sie das 100-Meter-Halbfinale und Platz vier mit der 4-mal-100-Meter-Staffel in 42,76 s.
Im Jahr darauf gewann Sarvari in der Halle mit der Sindelfinger 4-mal-200-Meter-Staffel die deutsche Meisterschaft und bei den Hallenweltmeisterschaften in Budapest lief sie über 60 Meter auf Platz sechs. Bei den Deutschen Meisterschaften im Freien gewann sie über 100 und 4-mal 100 Meter.
1990 wurde sie dreifache Deutsche Hallenmeisterin über 60, 200 und 4-mal 200 Meter. Sarvari krönte die Hallensaison mit ihren Siegen über 60 und 200 Meter bei den Halleneuropameisterschaften in Glasgow. Im Freien wurde sie zum vierten Mal in Folge bundesdeutsche Meisterin über 100 Meter. Bei den Europameisterschaften in Split, wo zum letzten Mal die Bundesrepublik und die DDR getrennt antraten, gewann sie hinter der DDR-Staffel die Silbermedaille in der 4-mal-100-Meter-Staffel mit der bundesdeutschen Mannschaft (43,2 s: Gabriele Lippe, Ulrike Sarvari, Andrea Thomas, Silke-Beate Knoll). Beim 100-Meter-Lauf belegte sie Platz sieben in 11,41 s. Ihre letzten Deutschen Meistertitel gewann Sarvari 1992 in der Halle und im Freien mit der Staffel. 1993 trat sie zurück.
Ulrike Sarvari startete für die SG Walldorf Astoria, den USC Heidelberg, den VfL Sindelfingen und die MTG 1899 Mannheim. In ihrer Wettkampfzeit war sie 1,63 m groß und 50 kg schwer. Sie studierte Textildesign an der Kunstakademie Stuttgart.

## Persönliche Bestzeiten
- 60 m (Halle): 7,10 s, 3. März 1990, Glasgow
- 100 m: 11,16 s, 24. September 1988, Seoul
- 200 m: 22,88 s, 21. August 1987, Berlin
  - Halle: 22,96 s, 4. März 1990, Glasgow